# 舊斯克瓦里亞瓦
50°2′19″N 23°56′41″E / 50.03861°N 23.94472°E
舊斯克瓦里亞瓦（烏克蘭語：Стара Скварява），是烏克蘭西部的村莊，隸屬利維夫州的利維夫區。該村始建於1398年，面積0.97平方公里，2001年人口1,090，人口密度每平方公里1,122.55人。